# Odon Akwitański
Odo (ur. 1010, zm. 10 marca 1039 w Mauzé), książę Akwitanii i Gaskonii, hrabia Poitiers, syn księcia akwitańskiego Wilhelma V Wielkiego i jego drugiej żony Prisci, córki Wilhelma II Sáncheza, księcia Gaskonii.
Po raz pierwszy jego imię pojawia się przy okazji darowizny na rzecz kościoła św. Cypriana, jaką uczynił Odo przez 1018 r. razem ze swoim ojcem, matką i młodszym bratem Tybaldem, który zmarł niedługo później, podobnie jak i matka. Ojciec Odona zmarł w 1030 r. Dwa lata później zmarł brat matki Odona, książę Gaskonii Sancho VI Wilhelm i Odon został kolejnym księciem Gaskonii. Nie udało mu się jednak opanować całego księstwa. Berengar, jego kuzyn, występował w dokumentach do 1036 r. jako "hrabia Gaskonii", nie wiadomo, czy na podstawie swoich własnych praw, czy też jako regent w imieniu Odona. W 1033 r. Odon opanował hrabstwo Bordeaux, tradycyjną siedzibę książąt gaskońskich.
W 1038 r. zmarł bezpotomnie starszy brat przyrodni Odona, Wilhelm VI Gruby, i Odon odziedziczył Księstwo Akwitanii i hrabstwo Poitiers. Musiał jednak walczyć o potwierdzenie swoich praw do tego hrabstwa z macochą, Agnieszką Burgundzką, i młodszym bratem przyrodnim Piotrem Wilhelmem. Odon zginął podczas wojny w bitwie pod Mauzé, po kilku miesiącach rządów. Został pochowany w opactwie Maillezais. Akwitanię i Poiters odziedziczył Piotr Wilhelm jako Wilhelm VII.